# Heinkel He 59
Heinkel He 59 bylo německé dvoumotorové bojové letadlo, vyvinuté ve 30. letech jako torpédový bombardér a průzkumný letoun. Stroj měl být schopen operovat jak s pevným podvozkem z pozemních základen, tak na dvou plovácích z vodních ploch.

## Vývoj
Vývoj letounu, vedený pro německé námořnictvo, začal v roce 1930. Jelikož Německo v té době nesmělo mít vlastní vojenské letectvo, byl letoun oficiálně označován jako civilní. Jako první vzlétla v září roku 1931 pozemní verze He 59a (D-2215), testovaná na základně v Lipecku. Prototyp He 59b (D-2214), vybavený plováky, vzlétl v lednu roku 1932.[zdroj⁠?!] Sériová výroba byla zahájena na konci roku 1933. 14 vyrobených kusů verze He 59A bylo dodáno Kriegsmarine.
Od roku 1934 začala výroba verze He 59 B-1. Varianta B-1 měla zpočátku pouhý jeden pohyblivý kulomet, přičemž u varianty He 59 B-2 už byla výzbroj zesílena na tři kulomety ve dvou střelištích a změněno vybavení. U verze He 59 B-3 byla zeslabena výzbroj o jeden kulomet umístěný ve spodní části trupu, na jehož místo byla instalována přídavná palivová nádrž prodlužující dolet.
Sériová výroba probíhala do roku 1938, vyrobeno bylo celkem 142 kusů. Krátce poté byla část strojů He 59 B přestavěna u společnosti Walter Bachmann Flugzeugbau v Ribnitz na školní letouny pro výcvik námořních navigátorů. Upravené stroje bez výzbroje, avšak s bohatým navigačním vybavením, nesly označení He 59 C-1. Tvořily výzbroj Luftnachrichten-Schule 6 (See) v Dievenow.
Varianta He 59 C-2 rovněž nenesla výzbroj, byla však vybavena šesti nafukovacími čluny, lékařským vybavením, dalším vstupním otvorem se žebříkem a sloužila jako námořní záchranný letoun.
Technicky dokonalejší byl Heinkel He 59 D-1, který spojoval role stroje pro výcvik navigace a záchranného námořního letounu. Odlišoval se od předchozích verzí novou kovovou přídí trupu.
Speciální vezí pro výcvik bombardování a svrhávání torpéd představoval He 59 E-1 zkonstruovaný na základě C-1. Školní varianta pro fotografický průzkum nesla označení He 59 E-2.
Poslední verzí byl He 59 N přestavěný v roce 1943 ze zbylých He 59 D, který byl určen k výcviku navigace. Měl plnou hlavňovou výzbroj zesílenou navíc jedním pohyblivým kulometem MG 15 instalovaným hned za pilotní kabinou.

## Konstrukce
Letoun měl dvouplošnou koncepci. Na horní straně spodního křídla byly posazeny dva kapalinou chlazené dvanátiválce BMW VI 6.0 ZU se čtyřlistými dřevěnými vrtulemi. Konstrukce byla smíšená. Křídla měla dřevěný rám, pokrytý kovem a dýhou. Trup byl z ocele. V plovácích byly umístěny také palivové nádrže o obsahu dvakrát 900 litrů. Společně s hlavní nádrží to bylo celkem 2700 litrů.
Letoun byl hodnocen jako příjemný na ovládání, měl ale také slabé motory, malý dolet, malý náklad pum a slabou výzbroj.

## Operační nasazení

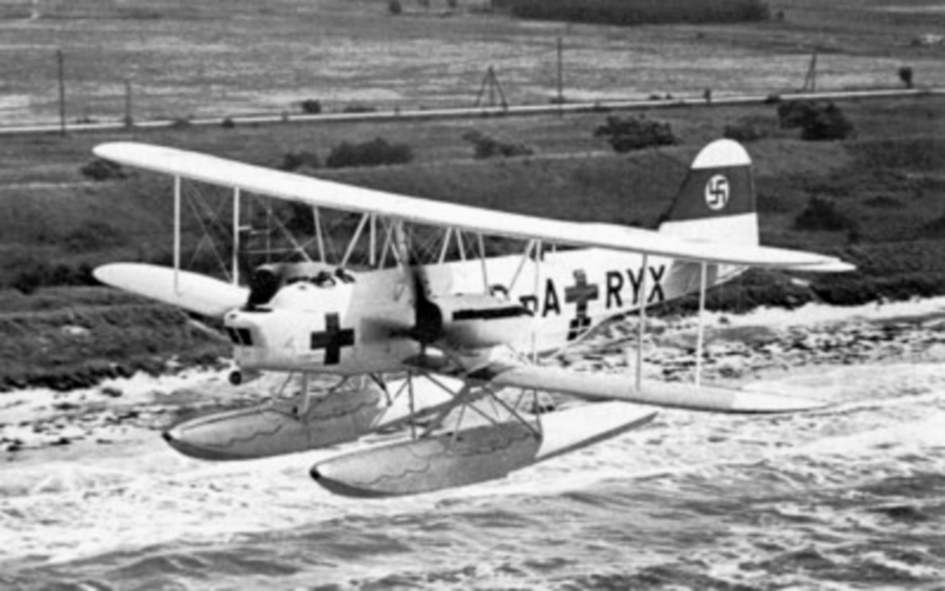
Heinkel He 59 B-3 (Werk-Nr.1314, D-ARYX), Seenotflugkommando 2 v Listu, 1940

První stroje He 59 B-1 byly v létě 1934 dodány Deutsche Verkehrsfliegerschule v Listu, což byla maskovaná škola námořních pilotů. Po vyhlášení existence německého letectva v březnu 1935 byla letecká škola v Listu přeznačena na Fliegerstaffel (F) List. Od července 1936 tvořily He 59 B výzbroj v té době založených jednotek 3./Kü.Fl.Gr.106 v Listu a 3./Kü.Fl.Gr.206 v Borkumu.

### Španělská občanská válka
První bojové nasazení He 59 bylo ve španělské občanské válce. V roce 1936 je zde Legie Condor nasadila jako průzkumné a torpédové bombardéry, umístěné v jednotce See-Aufklärungsgruppe AS/88. Kvůli velkým plovákům jim Španělé také říkali Zapatones (velké boty). Nejprve operovaly ze základen dislokovaných na středomořském pobřeží Španělska a následně z ostrova Mallorca. Zapatones hlídkovaly nad mořem a také se zúčastňovaly nočních náletů proti železničním tratím a zásobovacím trasám republikánské armády mezi Valencií a Katalánskem. Některé letouny nesly namísto předního kulometu jeden pohyblivý kanón MG FF ráže 20 mm, které byly úspěšně nasazeny proti republikánským lodím. Cílem nočních náletů He 59 se staly také přístavy ve Valencii, Cartageně a Barceloně. AS/88 ztratila během bojového nasazení pět Zapatones sestřelených republikánskými stíhači, dva He 59 byly zničeny během přistání, dva odepsány z důvodu poškození a jeden byl zničen během bouře 11. února 1938 na kotvišti v zátoce Pollensa.
K 1. dubnu 1939 zůstalo deset strojů He 59, z nichž sedm nejlepších bylo odesláno zpět do Německa, zbylé tři byly předány vojenskému letectvu nacionalistů. V květnu 1939 bylo Španělům dodáno pět nových strojů, které v letech 1940 až 1946 tvořily výzbroj 54.° Escuadrilly 51.° Grupo de Hidros.

### Druhá světová válka

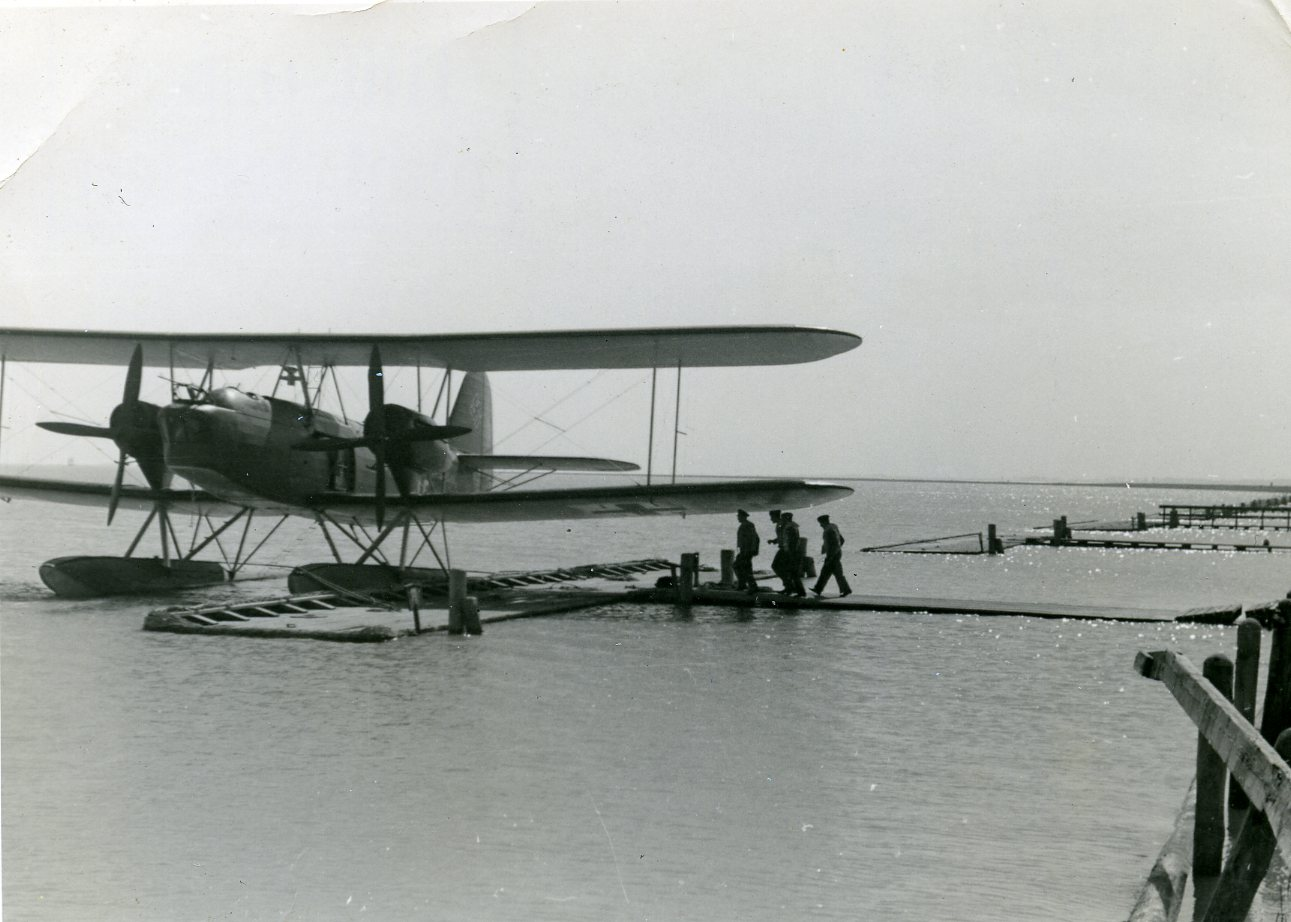
Heinkel He 59

První námořní záchranná jednotka byla zformována v roce 1939. Seenotstaffeln 1 a 3 byly vyzbrojeny variantami He 59 C-2 a He 59 D-1.
V první fázi druhé světové války byly He 59 používány především jako torpédové bombardéry, ke kladení min, k průzkumu a také jako záchranné letouny. Dvě Küstenfliegerstaffeln byly umístěny na pobřeží Severního moře s celkem 30 stroji He 59 B-2. V dubnu 1940 byla část letounů He 59 začleněna do KG z.B.V.108, kde plnily transportní úkoly během bojů v Norsku.
Nasazeny byly rovněž během útoku na Nizozemsko. 10. května 1940 odstartovalo z jezera Zwischenahnsee u Oldenburgu 12 He 59 naložených výzbrojí a vojáky, které přistály na Máze u Vilémova mostu v centru Rotterdamu. Němci tak ovládli nejen Vilémův most, ale rovněž dva sousední mosty Leeuwen a Jan Kuiten.
Během bitvy o Británii operovaly He 59 C-2 a D-1 nad kanálem La Manche a Severním mořem, kde z vody vylovily řadu posádek sestřelených letounů. Nasazeny byly rovněž nad Středozemním a Černým mořem.
Od roku 1941 už byly kromě záchranných úkolů přesouvány k dopravě a výcviku. Cvičné varianty sloužily ze všech letounů He 59 nejdéle, ale i tak byly všechny vyřazeny v průběhu roku 1944.
Finskému letectvu (Ilmavoimat) byly v srpnu 1943 zapůjčeny čtyři kusy He 59 a to je používalo k průzkumu. Za čtyři měsíce byly vráceny zpět Luftwaffe.

### Varianty
- He 59 A - 14 kusů, první sériová verze
- He 59 B - 10 kusů operovalo v Legii Condor
- He 59 C-1 - cvičný bez výzbroje
- He 59 C-2 - námořní záchranný, nesl 6 záchranných člunů a lékařské vybavení
- He 59 D-1 - cvičný/námořní záchranný s novou kovovou přídí trupu
- He 59 E-1 - cvičný/torpédový bombardér
- He 59 E-2 - cvičný/fotoprůzkumný
- He 59 N - cvičný pro navigátory, upravený z He 59D-1

## Specifikace (Heinkel He 59B)

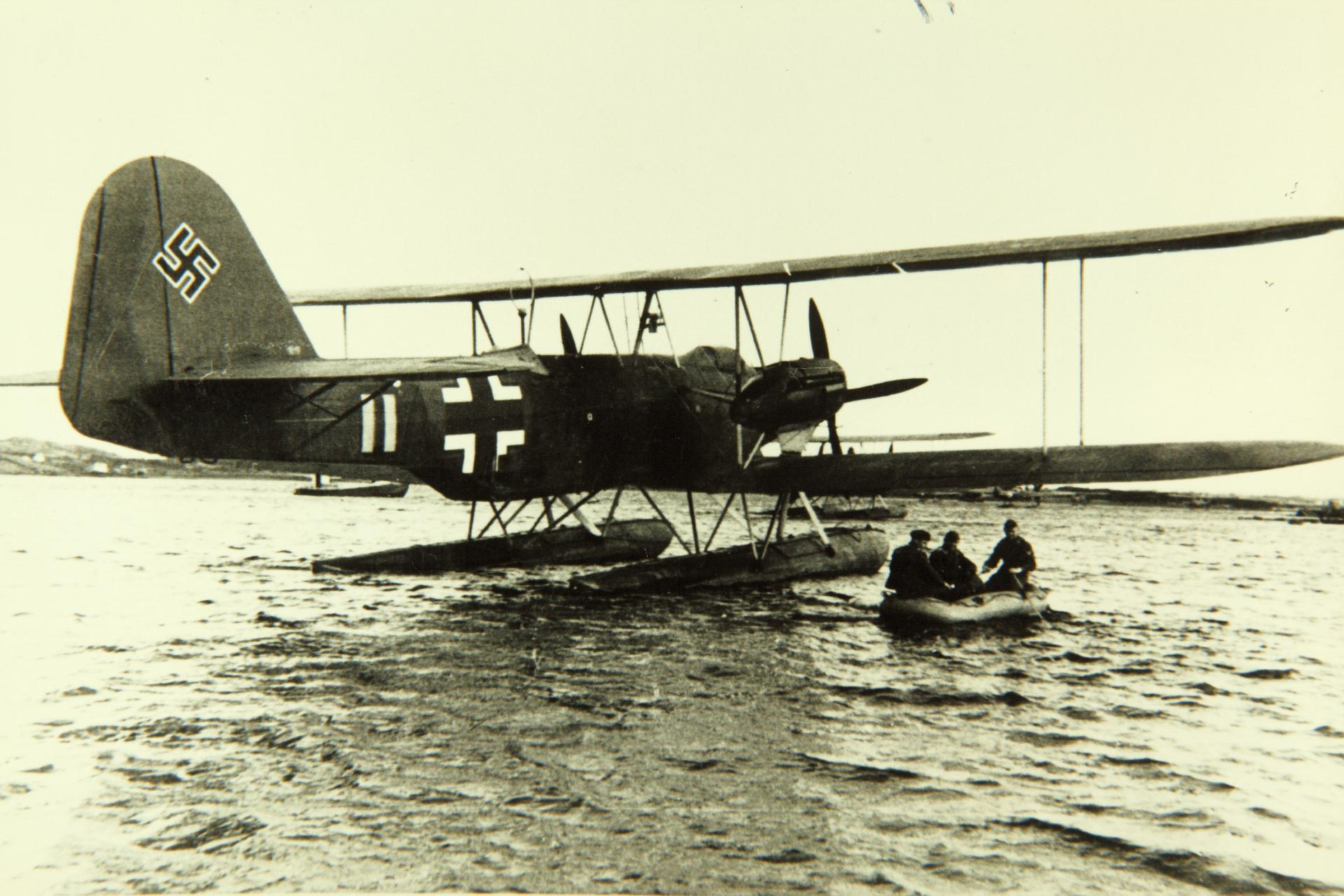
Heinkel He 59, Luftwaffe

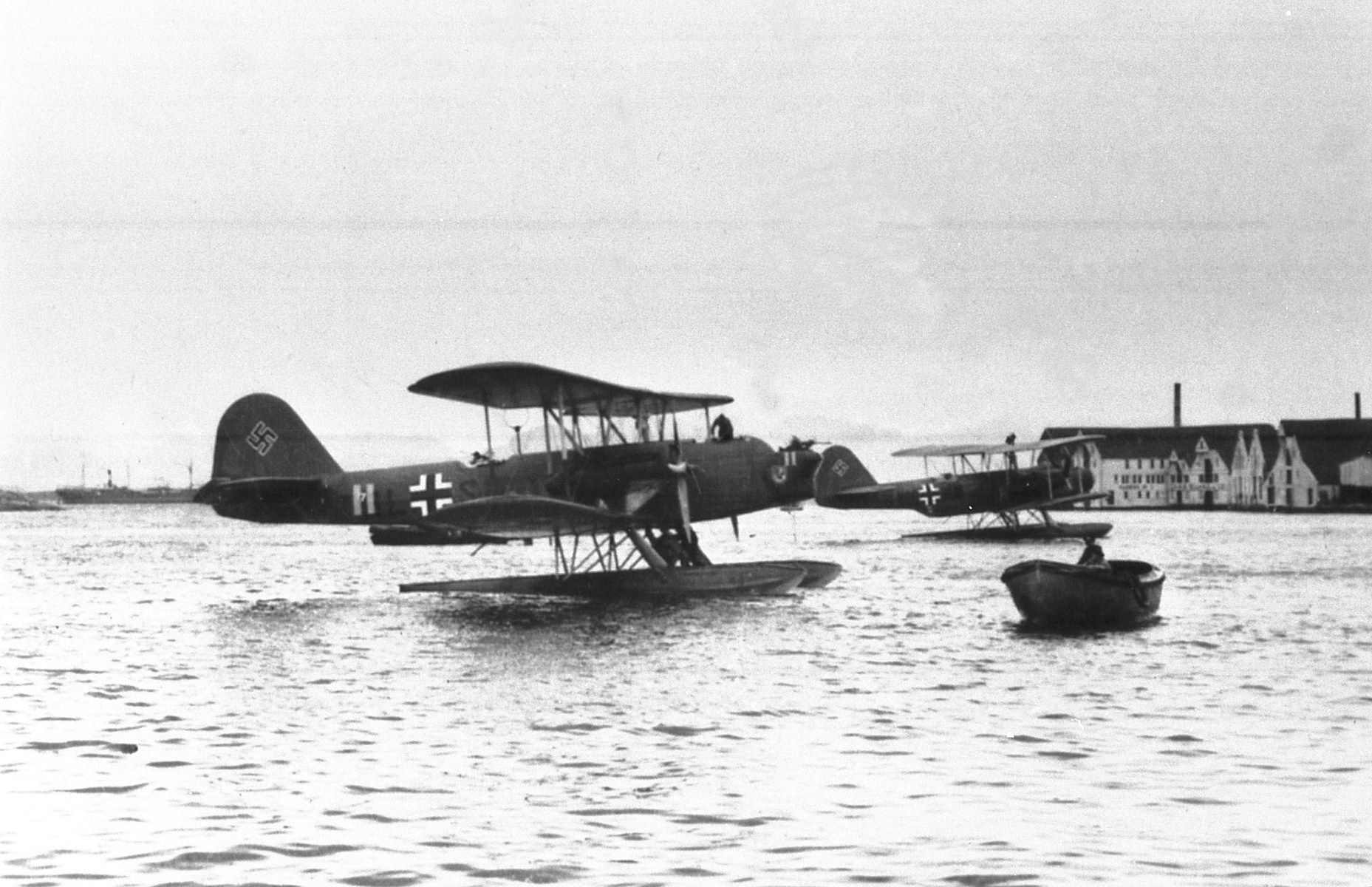
Heinkel He 59 (8L+SH), 1. Kü.Fl.Gr. 906, Stavanger Sola

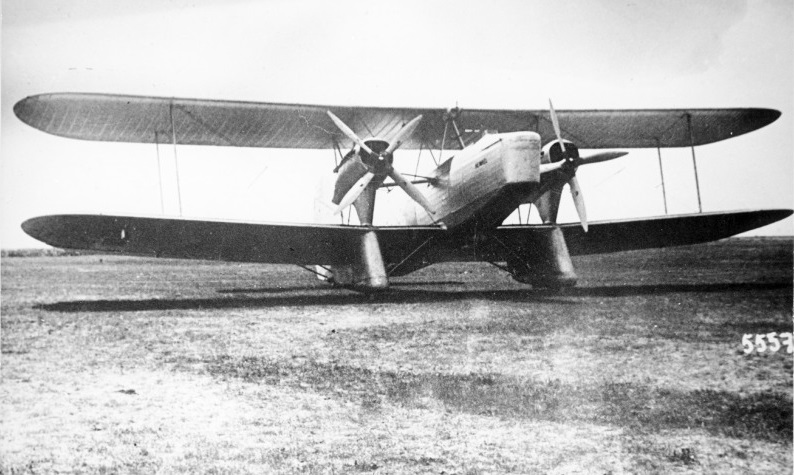
He 59b

### Technické údaje
- Posádka: 4 osoby
- Rozpětí: 23,70 m
- Délka: 17,40 m
- Výška: 7,10 m
- Nosná plocha: 153,2 m²
- Hmotnost prázdného letounu: 6200 kg
- Vzletová hmotnost: 9100 kg
- Pohonná jednotka: 2 × kapalinou chlazený vidlicový dvanáctiválec BMW VI 6,0 Z
  - Výkon motoru: 660 hp (492 kW)

### Výkony
- Maximální rychlost: 220 km/h
- Cestovní rychlost: 185 km/h
- Dostup: 3500 m
- Stoupavost: 200 m/min
- Dolet: 1750 km

### Výzbroj
- 2 × kulomet MG 15 ráže 7,92 mm.
- 1 × kanón Rheinmetall-Borsig MG FF ráže 20 mm
- 1000 kg pum

Nejčastější varianty:
- 2 × 500 kg
- 4 × 250 kg
- 20 × 50 kg
- 1 × torpédo
- 4 × 500 kg mina